# بيوولف (حاسوب)

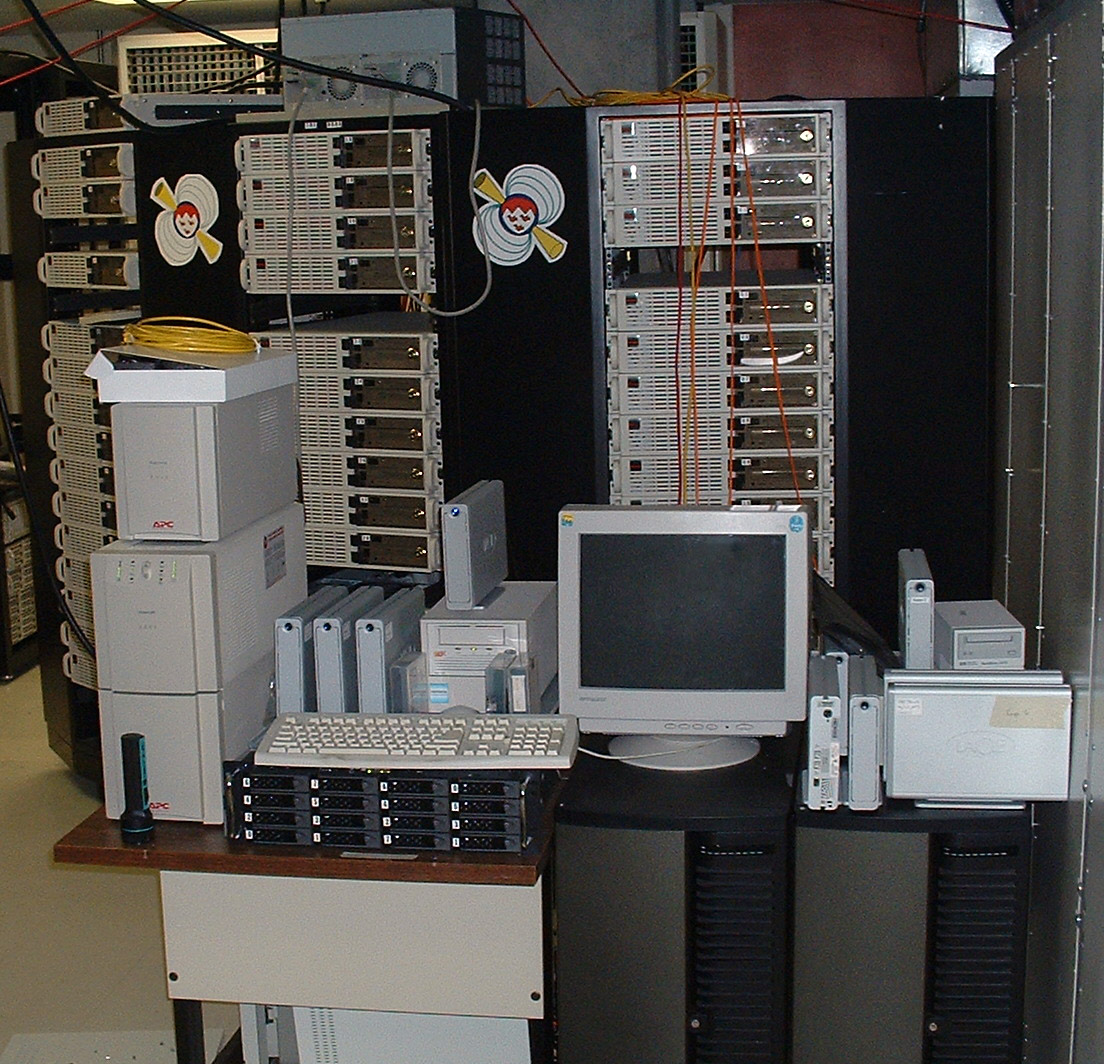
بورغ، عنقود بيولف مكون من 52 عقدة تستعمله جامعة ماكجيل

عنقود بيولف (بالإنجليزية: Beowulf cluster)‏ هو عنقود حاسوبي يتكوّن من حواسيب متشابهة بعتاد تقليدي متوفر للمستهلكين في الأسواق، مشبوكة ببعضها البعض بشبكة محلية وتطبيقات تتيح توزيع الحوسبة عليها، مما ينتج حاسوبا متوازيا عالي الأداء من عتاد حاسوبي رخيص.
اسم بيولف كان اسم حاسوب بناه توماس ستيرلينغ ودونالد بيكر في وكالة ناسا سنة 1994، وهو في الأصل اسم بطل ملحمة شعرية في اللغة الإنجليزية القديمة هي بيولف، وقد أسما ستِرلنغ كذلك لأن بيولف في الملحمة وُصف بأن له «قبضة ثلاثين رجل في يده».
لا توجد برمجية بعينها تميّز عناقيد بيولف، فهي عادة ما تعمل بنظم تشغيل شبيهة بيونكس، مثل بي إس دي أو جنو / لينكس أو سولاريس مبنية من ببرمجيات حرة مفتوحة المصدر. ومن مكتبات الحوسبة المتوازية شائعة الاستخدام في هذا النوع من العناقيد (بالإنجليزية: Message Passing Interface : MPI)‏ و (بالإنجليزية: Parallel Virtual Machine : PVM)‏، لتي تسمح كلاهما للمبرمج بتقسيم المهمة على عدد من الحواسيب المشبّكة، ثم تجميع نتائجِ المعالجة. ومن تطبيقات MPI نجد OpenMPI و MPICH، وغيرها.
منظومات بيولف تبنى وتستخدم الآن في أرجاء العالم، عادة في مجالات العلوم التحسيبية.

## تطويرها
فيما يلي ترجمة لوصف عنقود بيولف من دليل التركيب الأوّل الذي نشره جاك راديفسكي ودوغلس إيدلَين ضمن مشروع توثيق لينكس سنة 1998:
بيولف بنية عديدة-الحواسييب يمكن استخدامها للحوسبة المتوازية. فهو نظام يتكوّن عادة من عقدة خادوم وواحدة أو أكثر من العقد العامولة تتصل بطريق شبكة إثرنت أو غيرها. وهو نظام مبني باستخدام عتاد مما يُتاح في الأسواق للمستهلكين المنزليين، كأي حاسوب قادر على تشغيل نظام شبيه بيونكس ذي موائمات شبكية قياسية، وبدالات. ليس في النظام أي مكونات عتادية خاصة، فيمكن تركيبه بيسر بالغ. يعمل بيولف كذلك على نظم تشغيل مُعتادة، مثل FreeBSD أو لينكس أو سولاريس، و (بالإنجليزية: Parallel Virtual Machine : PVM)‏ أو (بالإنجليزية: Message Passing Interface : MPI)‏. العقدة الخادوم تتحكم في العنقود كله وتخدم الملفات إلى العقد العامولة، كما أنها أيضا مرقاب العنقود وبوابته إلى العالم الخارجي. قد تكون لعناقيد بيولف الكبيرة أكثر من عقدة خادوم، وربما عقدا أخرى تتخصص في مهام بعينها، مثل المراقيب ومحطات المراقبة. لكن في معظم الأحوال فإن العقد العامولة في عنقود بيولف غبيّة، وكلّما زاد غباؤها كان ذلك أفضل. العقد تضبط ويُتحكم فيها بطريق العقدة الخادوم ولا تفعل سوى ما يُطلب منها. في التجهيزات العواميل عديمة الأقراص فإن العقدة العامولة لا تعرف حتى عنوان آي بي المخصص لها ولا اسمها حتى يخبرها الخادوم.
أحد الفروق الجوهرية بين بيولف وعنقود محطات العمل أن بيولف يعمل كحاسوب واحد عوضا عن كمجموعة حواسيب.في أغلب الحالات لا تتصل بالعقد لاعامولة لوحات مفاتيح ولا شاشات ولا يمكن النفاذ إليها إلا بطريق الولوج عن بعد أو الطرفية التسلسلية. كل عقدة في بيولف يمكن عدّها بمثابة وحدة معالج مركزي وذاكرة يمكن تركيبها في العنقود، على النحو الذي يركب فيه معالج وشرائح الذاكرة في اللوحة الأم.
بيولف ليس برمجية بعينها، ولا تقنية شبكية حديثة، ولا تعديلا في النواة، بل تقنية لعنقدة الحواسيب لتكوّن حواسيب فائقة افتراضية متوازية. بالرغم من وجود برمجيات عديدة، كتعديلات في النواة ومكتبات PVM و MPI وأدوات تجهيز تزيد سرعة عنقود بيولف وأيسر في الضبط والاستخدام، إلا أنه يمكن بناء عنقود بيولف باستخدام توزيعة لينكس قياسية بلا أي برمجيات إضافية. طالما لديك حاسوبان متصلان بشبكة يتشاركان في نظام ملفات /home بطريق NFS ويثقان في بعضهما البعض لتشغيل القشرات الطرفية (rsh) فمن الممكن المحاجاة بأن هذا التجهيز عنقود بيولف بسيط من عقدتين.

## نظم التشغيل
حاليا توجد عدة توزيعات لينكس وعلى الأقل واحدة BSD مصممة لبناء عناقيد بيولف، منها:
- MOSIX يعني بالتطبيقات كثيفة الحسبانات خفيضة الإخراج والإدخال
- ClusterKnoppix مبني على Knoppix
- Kerrighed
- Rock Cluster Distribution
- Scyld
- DragonFly BSD
- Quantian, قرص DVD عليه تطبيقات علمية مبني على Knoppix و ClusterKnoppix
- ABC GNU/Linux مبني على أوبونتو

يمكن تجهيز عنقود بناء على قرص Knoppix قابل للإقلاع و OpenMosix، حيث تشبك الحواسيب ببعضها تلقائيا بلا حاجة لتضبيطات معقدة، مكوّنة عنقود بيولف يشمل كل المعالجات والذاكرة التي فيها. عناقيد بيولف يمكن توسيعها إلى عدد لانهائي تقريبا من الحواسيب، لا يحكمها في ذلك سوى العبء الشبكي
تنصيب نظام التشغيل والبرمجيات الأخرى المستعملة في عنقود بيولف يمكن أن يُجرى آليا باستخدام برمجية مثل (بالإنجليزية: Open Source Cluster Application Resources : OSCAR)‏ التي تُنَصَّبُ فوق تنصيبة قياسية لإحدى توزيعات جنو/لينكس المدعومة على العقدة التي تمثل رأس العنقود.